# Jean Carlo Witte
Jean Carlo Witte, meglio conosciuto come Jean (Blumenau, 24 settembre 1977), è un ex calciatore brasiliano, difensore.

## Carriera

### Club
Ha giocato con Santos, Bahia e Tokyo. Dal 2007 milita nello Shonan Bellmare.

### Nazionale
Nel 1999 ha rappresentato la Nazionale brasiliana.

## Palmarès
- Coppa Yamazaki Nabisco

Tokyo: 2004